# Angie Sage
Angie Sage (n. 19 iunie 1952, Londra, Anglia, Regatul Unit) este autoarea seriei Septimus Heap care include Magie, Zborul, Leacuri și Expediția și alte trei cărți care trebuie să fie lansate. Ea este de asemenea ilustratoarea și/sau scriitoarea mai multor cărți pentru copii, și a noii sale serii Araminta Nalucilă.

## Biografie
Angie Sage s-a născut în Londra, și-a petrecut copilăria și adolescența în valea Tamisei, la Londra și în Kent. Acum locuiește lângă un golfuleț din Cornwall, unde își scrie poveștile în timp ce privește bărcile pescarilor de stridii cum pleacă în larg și se întorc la mal. Și ea are o barcuță verde cu pânze roșii numită Muriel. Angie a creat multe cărți cu ilustrații pentru copii. Magie este primul ei roman.

## Opera
- Septimus Heap, Cartea întâi: Magie (Lansată în română în mai 2007)
- Septimus Heap, Cartea a doua: Zborul (Lansată în română în septembrie 2007)
- Septimus Heap, Cartea a treia: Leacuri (Lansată în română în martie 2008)
- Septimus Heap, Cartea a patra: Expediția (Lansată în română în martie 2009)
- Septimus Heap, Cartea a cincea: Sirena (Lansată în română în aprilie 2010)
- Araminta Nalucilă, Cartea întâi: Casa mea bântuită (Lansată în română în iulie 2007)
- Araminta Nalucilă, Cartea a doua: Sabia din grotă (Lansată în română în iulie 2007)
- Araminta Nalucilă, Cartea a treia: Răpirea broaștelor (Lansată în română în iunie 2008)
- Araminta Nalucilă,Cartea a patra:Vampirul Brat(Nu a fost inca lansata in romana)